# Martin Palincsár
Martin Palincsar (3 gennaio 1999) è un calciatore ungherese, centrocampista del Szeged 2011.

## Caratteristiche tecniche
È un centrocampista offensivo.

## Carriera

### Club
Cresciuto nel settore giovanile dell'MTK Budapest, nel 2017 viene ceduto in prestito al Budaörs dove debutta fra i professionisti in occasione dell'incontro di Nemzeti Bajnokság II vinto 2-1 contro il Dorog.

### Nazionale
Nel 2021 viene convocato dalla nazionale Under-21 per il campionato europeo di categoria; il 24 marzo scende in campo nel match della fase a gironi contro la Germania.

## Statistiche
Statistiche aggiornate al 24 marzo 2021.

### Presenze e reti nei club
| Stagione            | Squadra             | Campionato          | Campionato | Campionato | Coppe nazionali | Coppe nazionali | Coppe nazionali | Coppe continentali | Coppe continentali | Coppe continentali | Altre coppe | Altre coppe | Altre coppe | Totale | Totale | Totale |
| Stagione            | Squadra             | Comp                | Pres       | Reti       | Comp            | Pres            | Reti            | Comp               | Pres               | Reti               | Comp        | Pres        | Reti        | Pres   | Reti   |        |
| ------------------- | ------------------- | ------------------- | ---------- | ---------- | --------------- | --------------- | --------------- | ------------------ | ------------------ | ------------------ | ----------- | ----------- | ----------- | ------ | ------ | ------ |
| gen.-giu. 2018      | Budaörs             | NB2                 | 14         | 1          | CU              | 0               | 0               |                    | -                  | -                  |             | -           | -           | 14     | 1      |        |
| 2018-2019           | Monor               | NB2                 | 34         | 6          | CU              | 0               | 0               |                    | -                  | -                  |             | -           | -           | 34     | 6      |        |
| 2019-2020           | MTK Budapest        | NB2                 | 22         | 3          | CU              | 5               | 0               |                    | -                  | -                  |             | -           | -           | 27     | 3      |        |
| 2020-2021           | MTK Budapest        | NB1                 | 19         | 0          | CU              | 5               | 0               |                    | -                  | -                  |             | -           | -           | 24     | 0      |        |
| 2021-2022           | MTK Budapest        | NB1                 | 16         | 0          | CU              | 1               | 0               |                    | -                  | -                  |             | -           | -           | 17     | 0      |        |
| 2022-2023           | MTK Budapest        | NB2                 | 20         | 0          | CU              | 2               | 0               |                    | -                  | -                  |             | -           | -           | 22     | 0      |        |
| Totale MTK Budapest | Totale MTK Budapest | Totale MTK Budapest | 77         | 3          |                 | 13              | 0               |                    | -                  | -                  |             | -           | -           | 90     | 3      |        |
| Totale carriera     | Totale carriera     | Totale carriera     | 125        | 10         |                 | 13              | 0               |                    | -                  | -                  |             | -           | -           | 138    | 10     |        |

## Palmarès

### Club

#### Competizioni nazionali
- Nemzeti Bajnokság II: 1

MTK Budapest: 2019-2020